# Egzekucja w Starym Gralewie

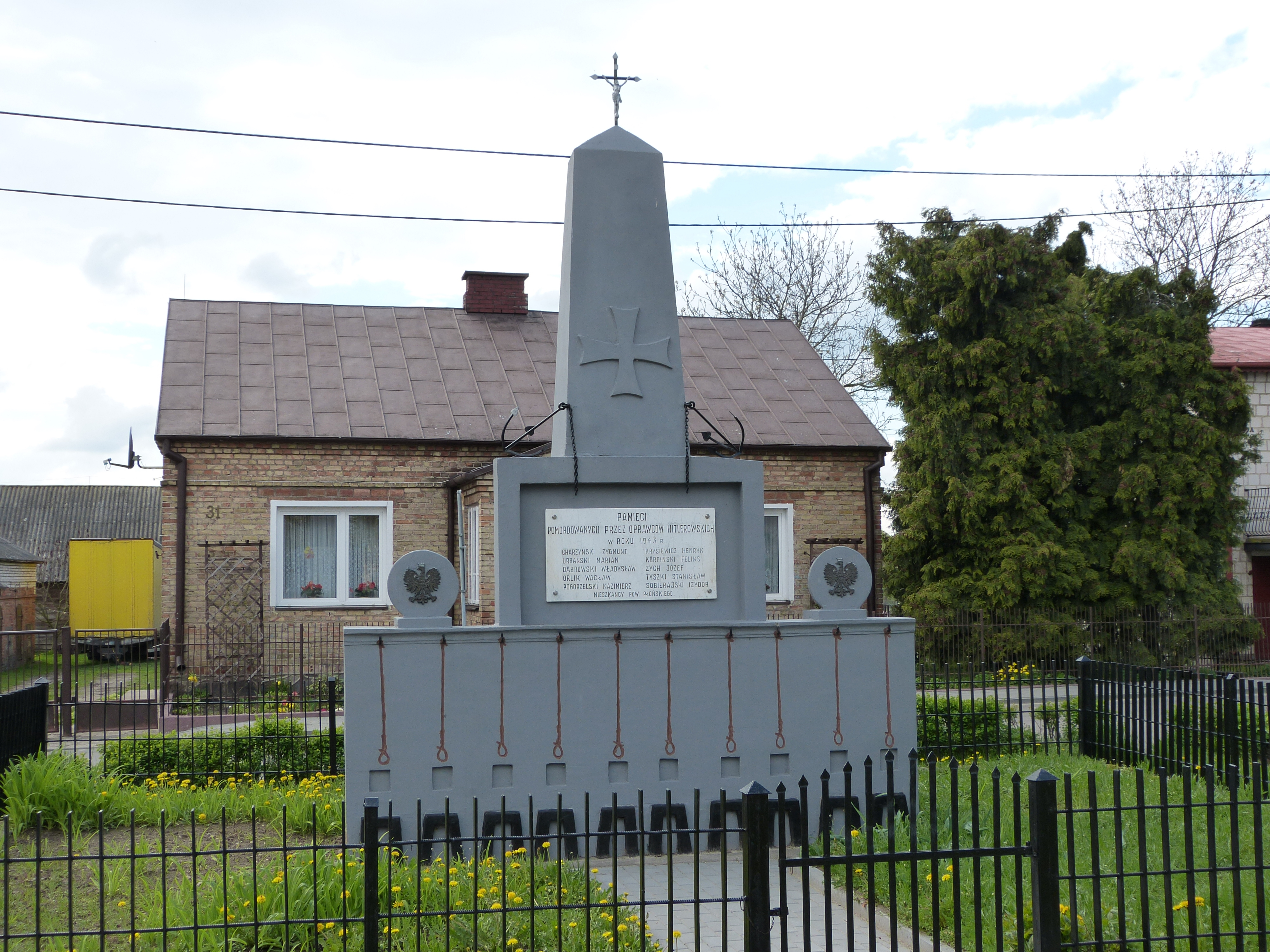
Pomnik przed renowacją z 2023

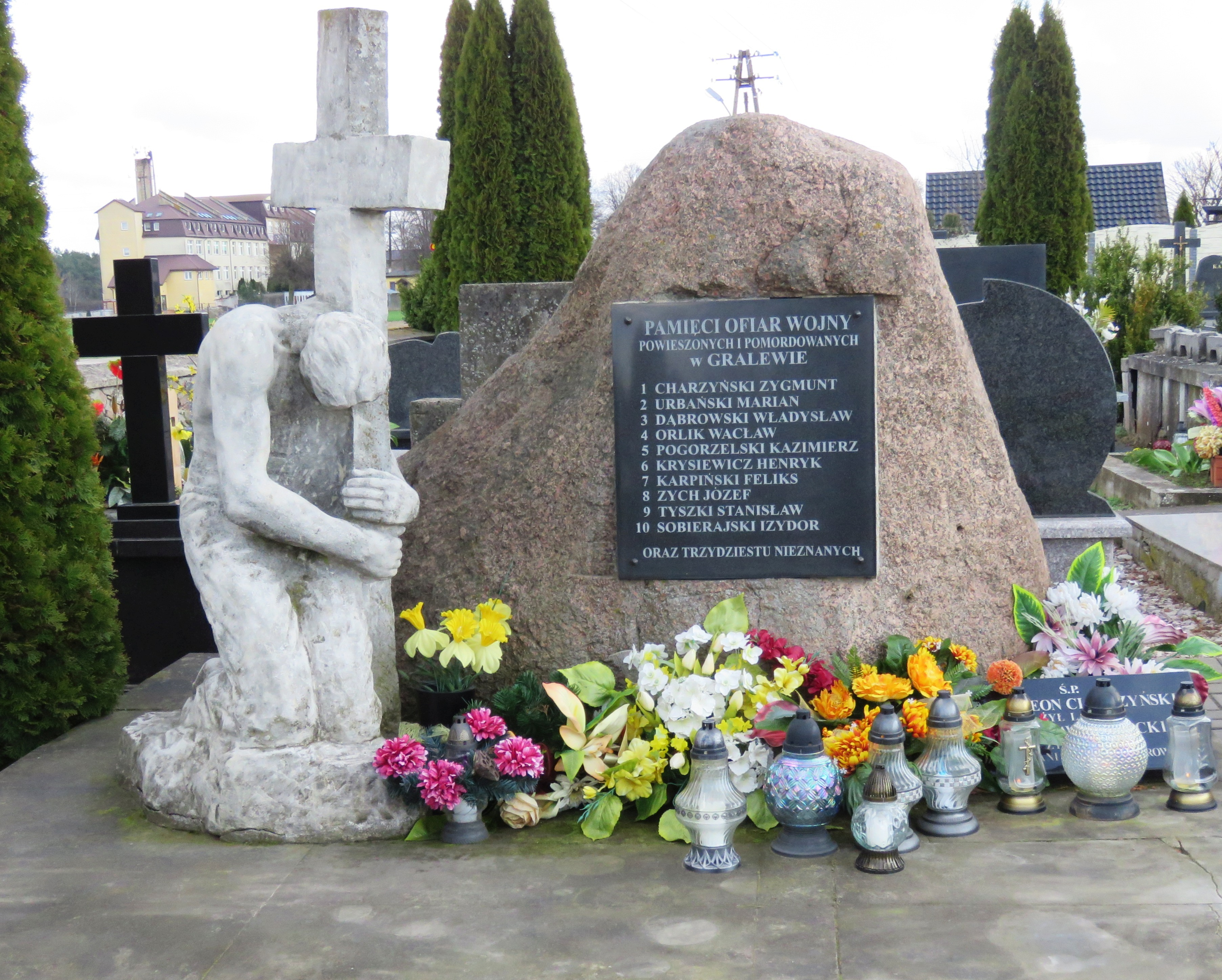
Mogiła na cmentarzu parafialnym

Egzekucja w Starym Gralewie – stracenie poprzez powieszenie przez okupantów niemieckich dziesięciu polskich mieszkańców wsi powiatu płońskiego, które odbyło się 4 sierpnia 1943 w Starym Gralewie.

## Geneza
Mord był odwetem niemieckim za wcześniejsze podpalenie stogów w przejętym przez okupanta od polskiej rodziny Olszewskich majątku Lutomierzyn. Niemcy potraktowali podpalenie jako akt sabotażu, w związku z czym 4 sierpnia 1943 wybrano spośród osadzonych w więzieniu w Płońsku co dziesiątego więźnia do odwetowego mordu, który został dokonany przez funkcjonariuszy gestapo z Płocka, żołnierzy SS z Płońska oraz żandarmów. Miał na celu zastraszenie polskiej ludności z okolicy.

## Przebieg
W centrum Starego Gralewa (przy kościele św. Małgorzaty) już zawczasu ustawiono szubienicę (belka na podporach z jedenastoma pętlami), której pilnowali dwaj żandarmi. Pod pętlami ustawiono taborety, według niektórych świadków zdarzeń powiązane sznurem. Niemcy musieli siłą wyłapywać osoby podążające na targi do Płońska i Raciąża, gdyż Polacy z Gralewa starali się uciekać, żeby nie uczestniczyć w egzekucji. Dziesięciu więźniów przywiózł na miejsce egzekucji około godziny 10:00 niemiecki kolonista Adam Bomert. Do obserwowania mordu zmuszono mieszkańców Gralewa, jak również sołtysów z Sarbiewa i Stróżęcina. Lokalny ksiądz, Witold Grotowski, próbował się ukryć, jednak siłą przyprowadzono go na miejsce egzekucji i kazano zdjąć sutannę (według niektórych świadków jedenasta pętla przeznaczona była dla niego). Niemcy wskazali dwie osoby spośród mieszkańców do pomagania skazańcom przy wysiadaniu (ręce i nogi skrępowano im drutem). Potem ludzie ci mieli wytrącać taborety spod nóg wieszanych, ciągnąc za sznur (był to Mrówczyński oraz człowiek o nieustalonej tożsamości, niepełnosprawny umysłowo). Mimo że planowano dokonanie egzekucji po odczytaniu wyroku, to jednak doszło do niej w trakcie odczytywania pierwszych słów jego sentencji. Jeden z zamordowanych, Henryk Krysiewicz, rozpoczął śpiewanie polskiego hymnu, wołając „Jeszcze Polska nie...”. Marian Urbański, z uwagi na wyjątkowo wysoki wzrost, dosięgnął ziemi i do uśmiercenia go konieczne było wykopanie pod nim dołu. 
Zwłoki ofiar zakopano około 30 metrów od drogi Gralewo – Raciąż (około kilometra od Gralewa), a teren zagrabiono. Okupant zakazał jakiegokolwiek upamiętnienia ofiar mordu pod groźbą spalenia wsi. 

## Upamiętnienie
Po wyparciu Niemców zwłoki ekshumowano i przeniesiono na lokalny cmentarz. Na grobie umieszczono głaz narzutowy z tablicą pamiątkową. W 1996 na mogile posadowiono nowy pomnik, którego autorem był Jan Stępkowski ze Strzegowa. W miejscu egzekucji 2 listopada 1947 odsłonięto pomnik, na którym umieszczono inskrypcję o treści: „Pamięci pomordowanych przez oprawców hitlerowskich w roku 1943. Charzyński Zygmunt, Krysiewicz Henryk, Urbański Marian, Kurpiński Feliks, Dąbrowski Władysław, Zych Józef, Orlik Wacław, Tyszki Stanisław, Pogorzelski Kazimierz, Sobierański Izydor. Mieszkańcy powiatu płońskiego”. 9 grudnia 2023 monument odsłonięto ponownie po restauracji w ramach III Ogólnopolskiego Zlotu Poszukiwaczy Misja Skarb „Śladami Wielkiej Wojny na Ziemi Raciąskiej”. Na pomniku znalazła się data egzekucji wcześniejsza o rok: 4 sierpnia 1942. 

## Zamordowani
Zamordowani przez Niemców w Starym Gralewie:
- Zygmunt Charzyński (Pęsy Małe, 30 lat, rolnik),
- Władysław Dąbrowski (Krościn, 45 lat, rolnik),
- Henryk Krysiewicz (Galominek),
- Feliks Kurpiński albo Karpiński przywieziony z obozu pracy w Gralewie (Baboszewo),
- Wacław Orlik albo Orliński (Dramin, 40 lat),
- Kazimierz Pogorzelski (Dramin, 22 lata),
- Izydor Sobierański albo Sobierajski (Baboszewo, 73 lata, organista),
- Stanisław Tyszki albo Tyski (Płońsk),
- Marian Urbański (Szapsk, 49 lat),
- Józef Zych (urodzony w Płońsku)[1].